# Antonio Álvarez Alonso
Antonio Álvarez Alonso (Martos (Jaén), 11 de març de 1867 - Cartagena, 22 de juny de 1903
), va ser un pianista, compositor i director de sarsueles espanyol del segle xix. És recordat per ser l'autor de Suspiros de España.
Antonio Álvarez Alonso, orfe des de molt jove, va cursar estudis al costat del seu germà a l'Escola Nacional de Música de Madrid, amb mestres com Dámaso Zabalza i Emilio Arrieta i Corera. Va ser a Cartagena on va compondre les seves obres més conegudes i on va morir, però realment ell va néixer a Martos, a la província de Jaén. El seu paper com a virtuós del piano va ser discret, però va sobresortir en la composició d'obres musicals; va escriure més de 20 sarsueles en col·laboració amb lletristes famosos de la seva època: Antonio Passo Cano, Tomás Rodríguez Alenza, Eugenio Gullón, Enrique García Álvarez. Resident a Cartagena des de 1897, va romandre en aquesta ciutat fins a la seva mort que li va sobrevenir el 22 de juny de 1903.
Entre les seves obres destaquen les sarsueles, El gran visir, Las niñas toreras, El traje del alcalde, un quartet per a corda, titulat Las Hormigas; un capritx, Danza negra; diverses marxes i himnes, entre ells un dedicat a la Verge del Carmen; i diverses cercaviles i pasdobles, sent un dels més coneguts Suspiros de España.
La sèrie de televisió El secreto del Puente Viejo recrea un hipotètic viatge de l'autor a la població que dona nom a la sèrie, al març de 1902, per fer una première "no oficial" del seu conegut pasdoble.